# Kampioenschap van Vlaanderen 1960
Il Kampioenschap van Vlaanderen 1960, quarantacinquesima edizione della corsa, si svolse il 15 settembre 1960 su un percorso di 150 km, con partenza e arrivo a Koolskamp. Fu vinto dal belga Gilbert Desmet della Carpano davanti ai suoi connazionali Jozef Mariën e Michel Van Aerde.

## Ordine d'arrivo (Top 10)
| Pos. | Corridore             | Squadra                  | Tempo    |
| ---- | --------------------- | ------------------------ | -------- |
| 1    | Gilbert Desmet        | Carpano                  | 3h18'00" |
| 2    | Jozef Mariën          | Libertas-Eura Drinks     | s.t.     |
| 3    | Michel Van Aerde      | Carpano                  | s.t.     |
| 4    | Willy Truye           | Wiel's-Flandria          | s.t.     |
| 5    | Roger Decock          | Dr. Mann-Dossche Sport   | s.t.     |
| 6    | Romain Van Wynsberghe | Saint-Raphaël            | s.t.     |
| 7    | Julien Pascal         | Wiel's-Flandria          | s.t.     |
| 8    | Werner Nolf           | Groene Leeuw-Sinalco-SAS | s.t.     |
| 9    | Juul Mertens          | Dr. Mann-Dossche Sport   | s.t.     |
| 10   | Jan Westdorp          |                          | s.t.     |